# Mesorhaga albiflabellata
Mesorhaga albiflabellata är en tvåvingeart som beskrevs av Octave Parent 1944. Mesorhaga albiflabellata ingår i släktet Mesorhaga och familjen styltflugor. Inga underarter finns listade i Catalogue of Life.